# Pantoclis magnicornis
Pantoclis magnicornis är en stekelart som beskrevs av Jean-Jacques Kieffer 1909. Pantoclis magnicornis ingår i släktet Pantoclis, och familjen hyllhornsteklar. Arten är reproducerande i Sverige.